# アンディジャン事件
アンディジャン事件（アンディジャンじけん）は、ウズベキスタン東部フェルガナ地方のアンディジャン市で発生した武力衝突事件のこと。市民に多数の死傷者が出たことからアンディジャンの大虐殺 (アンディジャンのだいぎゃくさつ、Andijan massacre) とも呼ばれることがある。

## 概要
2005年5月13日、武装勢力がアンディジャン市の刑務所を襲撃、受刑者を解放するとともに政府建物を占拠した。また、同時期に市内においてイスラム・カリモフ大統領と政権の退陣を求める住民による大規模なデモも発生した。これに対して政府側は治安部隊を投入。鎮圧の際に一般市民に対して発砲があり、数百名の死者（実数は不明）が生じたとされる。欧米各国や日本などは国際的な枠組みの中で調査を求めているが、一連の事件の経緯や結果は、ウズベキスタン側から詳細な経緯が公表されず、人権問題として国際的な関心を集めている。

## 事件後
事件前は、ロシアからの影響を排除しようと欧米寄りの路線を歩んでいたウズベキスタンであったが、事件の発生により孤立状態となった。同年11月、同国内に駐留していたアメリカ軍の撤退とともにロシアと同盟関係を樹立。外交路線を大きく転換させた。